# Gebhard Ulrich Brastberger
Gebhard Ulrich Brastberger (* 15. November 1754 in Gussenstadt; † 28. Juli 1813 in Hall) war ein deutscher Pädagoge und Philosoph.

## Leben
Brastberger war ein Sohn des Pfarrers von Gussenstadt Gebhard Brastberger (1699–1754). Seine frühe Bildung erhielt er auf den evangelischen Seminaren Württembergs. Am 26. Oktober 1772 wurde er an der Universität Tübingen immatrikuliert und in das Tübinger Stift aufgenommen. Am 15. Dezember 1772 erhielt er den Bakkalaureusgrad und am 23. September 1774 den Magistergrad in Philosophie. Er widmete sich anschließend dem Studium der Theologie, unternahm eine größere Studienreise und wurde schließlich am Tübinger Stift 1779 Repetent. In dieser Stellung verblieb er bis 1783, als er eine Anstellung als Diaconus in Heidenheim an der Brenz angetragen bekam. 
Brastberger wurde 1797 Professor am Seminar Blaubeuren und kam 1804 als Rektor an das Stuttgarter Gymnasium illustre. Mit diesem Amt war zudem das Amt des Pädagogiarchs unter der Staig verbunden. Er verstarb 1813 während einer Visitationsreise im Amt.

## Werke (Auswahl)
- Versuche über Religion und Dogmatik zur Beförderung einer rechtmäßig christlichen Freyheit, Gebauer, Halle 1783.
- Ueber den Ursprung und Werth der kirchlichen Gewohnheit, durch Symbolische Schriften den Innhalt der christlichen Religion festzusetzen, Wohler, Ulm 1788.
- Untersuchungen über Kants Critik der reinen Vernunft, Gebauer, Halle 1790.
- Untersuchungen über Kants Kritik der practischen Vernunft, Cotta, Tübingen 1792.